# Loide Augusto
Loide Augusto, né le 26 février 2000 à Luanda, est un footballeur international angolais qui évolue au poste d'ailier au Vasco da Gama.

## Biographie

### Carrière en club
Né à Luanda en Angola,  Augusto a joué au football dans l'Escola de Futebol do Zango dans sa ville natale avant de rejoindre le Sporting CP au Portugal en 2018,.
Jouant initialement avec les moins de 23 ans, il rejoint finalement l'équipe réserve du club lisboète, qui vient de renaître de ses cendres pour la saison 2020-2021, au vu d'une reforme de la troisième division et de la création d'un nouveau "Campeonato de Portugal". Il s'impose alors comme un élément important de cette équipe qui joue les premières places de son groupe régional puis national,.

### Carrière en sélection
Loide Augusto fait ses débuts internationaux pour l'Angola le 25 mars 2021 lors d'un match comptant pour les qualifications à la Coupe d'Afrique 2021, une défaite 1-0 contre la Gambie, chez ceux qui sont alors les leaders du groupe D des éliminatoires. Il marque son premier but sur la scène internationale, lors du match suivant des qualifications, une victoire 2-0 à domicile contre le Gabon. En décembre 2023, il est retenu dans la liste des vingt-sept joueurs angolais sélectionnés par Pedro Gonçalves pour disputer la Coupe d'Afrique des nations 2023.